# 和田将宏
和田 将宏 (わだ まさひろ、英: Masahiro Wada、1946年10月1日 -  ) は、奈良県生まれ、大阪市西成区花園出身の元モーターサイクル・ロードレーサー。1968年の全日本ロードレース選手権セニア250ccクラスチャンピオン。
名は 正宏 表記でエントリーしていた時期が長い（1970年代）。「ミスターカワサキ」、「ミスターヒロ」、「ヒロさん」、「ボス」、などの愛称がある。

## 経歴
16歳の頃、完成直後だった鈴鹿サーキット（1962年秋開業）入口にあった「あなたの愛車でサーキット走れます」の告知看板をみて自分のホンダ・CBを走らせた。そこで良いラップタイムを記録したのをきっかけに、ホンダのレース用車両CR93に乗る機会を得る。このCRで当時の最速レベルである2'56"秒台を刻み、ホンダファクトリーの目に留まる存在になった。レース競技を主催するMFJ（日本モーターサイクルスポーツ協会）が設立されたばかりの頃でもあり、以後ホンダ・CR72やCR77を走らせるライダーとして起用される。
オートバイレーサーになると心に決めた18歳で上京、千葉で住み込み整備工として下積みしながら、「ホンダテクニカルスポーツ」の一員として、MFJジュニア250ccクラスに参戦。第3回MFJロードレース鈴鹿でホンダ・CB250（CB72）を駆り優勝する。1965年日本GPで併催されたジュニアクラスで乗ったCB72は吉村秀雄（ヨシムラ創業者）がエンジンチューンを手掛けていたが、和田の駆るCBの速さを見た本田宗一郎がその速さに驚いたという逸話を残す。鈴鹿開業当時から1970年代後半までは富士スピードウェイと鈴鹿の対立構図があり、和田は富士で開催されるビッグレースにも出場したいと熱望していたが、「ホンダの人間は鈴鹿だけを走っとけ、みたいな感じがあった。会社（ホンダ）から許可が出なかった（和田談）」という状況があった。速い人間が集まる中で走らなければ自分が速くなるわけがないという自身のポリシーを持ち、エンジンを担当していた吉村秀雄からも「和田、富士に出ろ」と背中を押されたこともあり、富士のレースに出場する。これ知ったホンダ首脳部の1人と和田との関係に亀裂が入り、ホンダファクトリーから離れた。

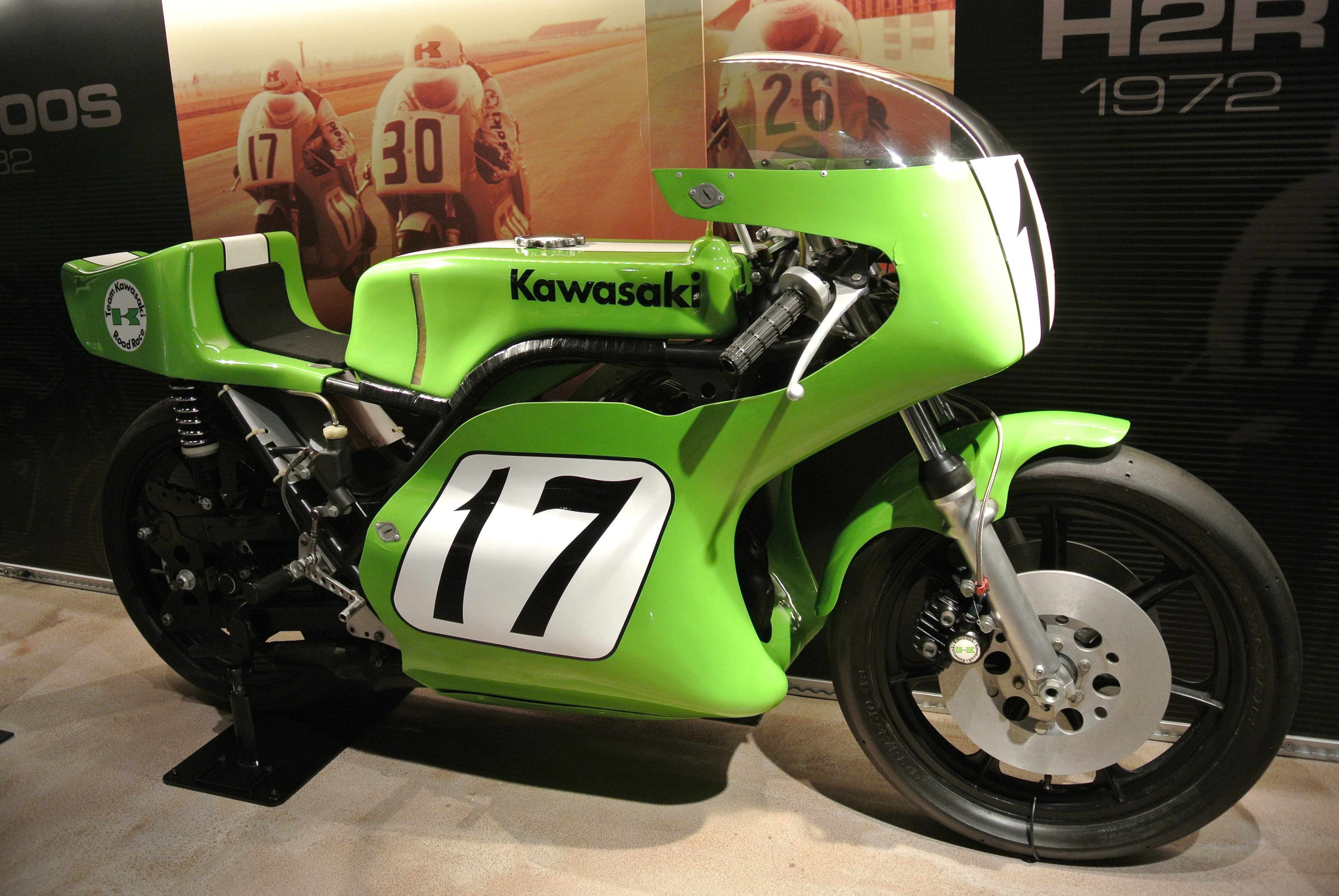
カワサキ・H2R

ホンダを離れた和田は、親交のあった先輩・片山義美とのつながりから1967年に「神戸木の実レーシング」へ移籍、カワサキのワークスライダーとして契約する。1968年、カワサキ・A1Rで全日本250ccチャンピオンを獲得。大排気量の750ccクラスでは、ホンダの隅谷守男と幾多の激戦を繰り広げる。この隅谷とのバトルをしていた時期、転倒リタイヤか優勝かとはっきりしている和田のレースぶりがカワサキを象徴する「男らしさ」であり、転倒で首を骨折しても復活する和田の姿こそ、後にレースファンやメディアに定着することになる「男カワサキ」の由来ではないか、とチームグリーン監督の平井稔男が当時を回想している。

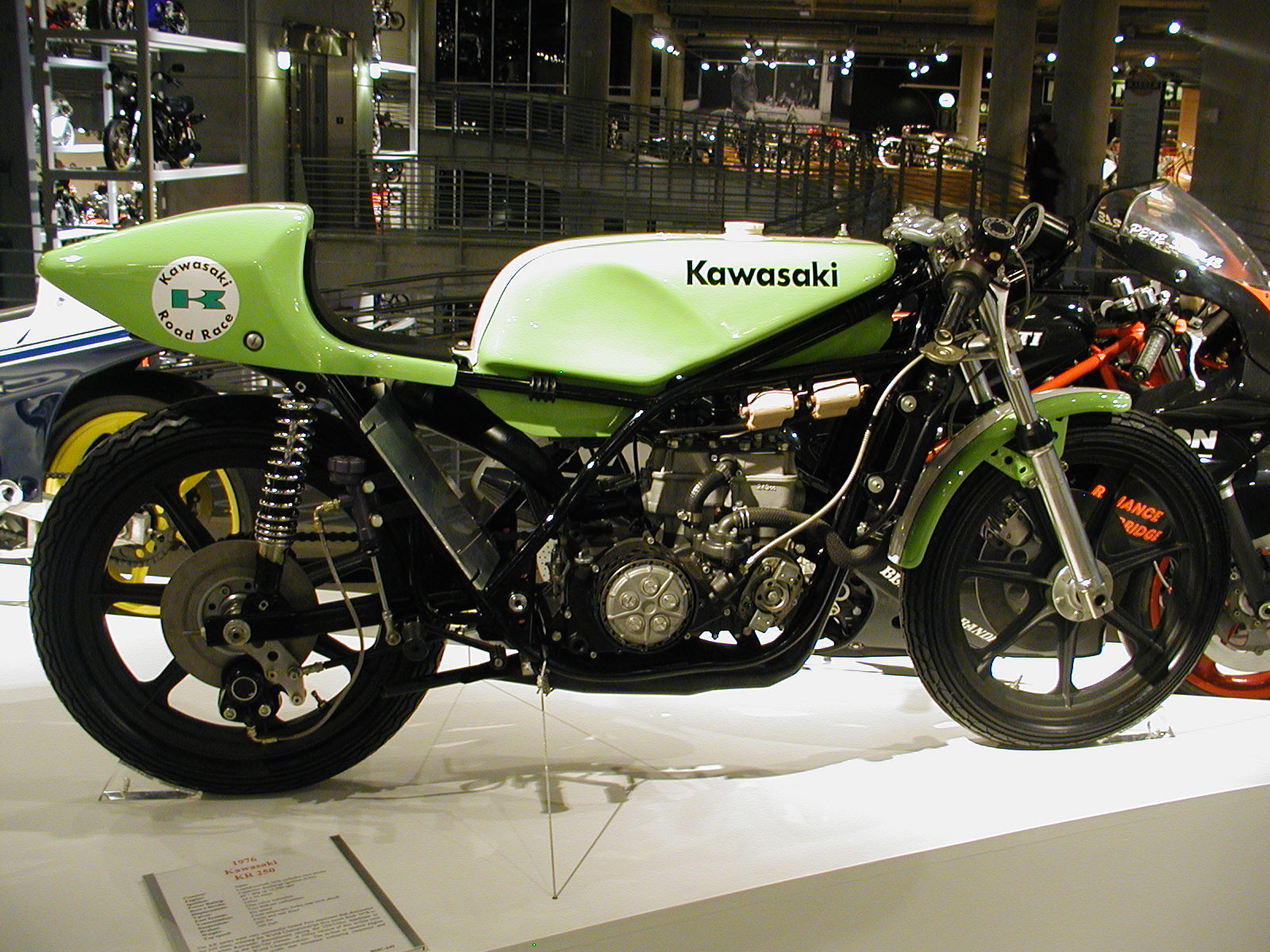
カワサキ・KR250

1973年、カワサキ・H2RでアメリカAMA・デイトナ200に参戦。1977年にはヨーロッパへ遠征し、KR250で世界グランプリ250ccクラス最高4位を記録する。この頃の取材では自身のポリシーを、「他の人が出せたタイムは自分にも必ず出せる。コースに出たら0.1秒であっても必ず前に出したタイムを縮めなければ気が済まない。何ごとにかけても人をのむ気概でぶつかっていくのが私の信条です。」と述べている（1976年）。
1978年に第1回大会が開催された鈴鹿8時間耐久ロードレースでは、ライバル勢が4ストローク1000ccのビッグマシンで参戦している中、清原明彦とのコンビで2ストロークGPマシンKR350で挑み、予選ではモンスターバイク勢を抑え5位に食い込むなど観衆を大いに盛り上げた。1981年から1983年はモリワキのライダーとして参戦し、カワサキ・Zシリーズのエンジンをチューンして搭載する「モリワキ・モンスター」で参戦。
実業家としては、カワサキワークス入り後の1968年、大阪市南区南綿屋町（現:島之内2丁目）にスナック「デュエット」を開店。MFJライセンスの提示や恋人同伴なら全品1割引などのサービスで話題を呼んだほか、大阪府松原市を拠点にライダー用品ショップ「ミスターヒロ」を社長として経営。こだわりを詰め込んだオリジナルのライディンググローブをプロデュース・販売し、長年多くのユーザーから支持を受けていたが、2010年4月に閉店し公式ウェブサイトも閉鎖された。片山敬済（1977年350ccクラス世界王者）は、和田の生成り革によるグローブを大変気に入っており、これを元に手首側の長さなどにアレンジを加えながら世界グランプリで長く愛用した。
和田はプライベーターとして鈴鹿8時間耐久レースに1988年大会まで参戦。レーサーの第一線を退いた後も、鈴鹿レーシングスクール(SRS)2輪部門講師、MFJ役員、鈴鹿サンデーロードレースの競技委員を務めるなどオートバイ界への貢献を続ける。

## レース戦歴

### 全日本ロードレース選手権
| 年     | チーム               | マシン                     | クラス    | 1      | 2       | 3      | 4   | 5      | 6       | 7   | 8   | 9   | 10    | 順位 | ポイント |
| ------ | -------------------- | -------------------------- | --------- | ------ | ------- | ------ | --- | ------ | ------- | --- | --- | --- | ----- | ---- | -------- |
| 1972年 | 神戸木の実レーシング | カワサキ                   | 251cc以上 | SUZ 3‡ | SUZ     | TSU    | SUZ | TSU    | SUZ     |     |     |     |       | -    | -        |
| 1973年 |                      | カワサキ・H2R              | 750cc     | TSU    | SUZ Ret | SUZ    | SUZ | TSU    | SUZ Ret |     |     |     |       | -    | -        |
| 1975年 | マックウエスタン     | カワサキ・KR750            | 750cc     | TSU    | SUZ     | SUZ 1‡ | TSU | SUZ 1‡ | SUG     | SUZ | TSU | SUZ |       | -    | -        |
| 1976年 | マックウエスタン     | カワサキ・KR750            | 750cc     | SUZ    | TSU     | SUZ    | SUZ | TSU    | SUG     | SUZ | SUG | TSU | SUZ 3 | 5位  | 13       |
| 1977年 | マックウエスタン     | カワサキ・KR250            | 350cc     | SUZ 2‡ | TSU     | SUZ    | SUZ | SUG    | SUZ     | SUZ |     |     |       | -    | -        |
| 1983年 | モリワキレーシング   | モリワキ-カワサキ・KZ1000J | TT-F1     | SUZ    | SUZ     | SUZ 5  | SUZ |        |         |     |     |     |       | 13位 | 6        |

- ‡ポイント対象外のフォーミュラ・リブレ（改造自由 / プロトタイプ、ファクトリーマシン）。
- 太字はポールポジション、斜体はファステストラップ。

### ロードレース世界選手権
| 年     | クラス | チーム   | 車両  | 1   | 2   | 3   | 4   | 5   | 6       | 7      | 8     | 9   | 10  | 11  | 12  | 順位 | ポイント |
| ------ | ------ | -------- | ----- | --- | --- | --- | --- | --- | ------- | ------ | ----- | --- | --- | --- | --- | ---- | -------- |
| 1977年 | 250cc  | カワサキ | KR250 | VEN | GER | ITA | ESP | FRA | YUG Ret | NED 15 | BEL 4 | SWE | FIN | CZE | GBR | 24位 | 8        |

### 鈴鹿8時間耐久ロードレース
| 年   | チーム                          | ペアライダー   | 車番 | マシン                    | 予選順位 | 決勝順位 | 周回数 |
| ---- | ------------------------------- | -------------- | ---- | ------------------------- | -------- | -------- | ------ |
| 1978 | チームカワサキ                  | 清原明彦       | 18   | カワサキ・KR350           | 5位      | 28位     | 131    |
| 1979 | チームカワサキ                  | 清原明彦       | 10   | カワサキ・KZ1000          | 10位     | Ret      | 68     |
| 1981 | 月木レーシング                  | 杉本五十洋     | 37   | カワサキ・Z1000           | 16位     | Ret      | 146    |
| 1982 | モリワキ・レーシング            | ジョン・ペイス | 15   | カワサキ・Z1000           | 10位     | 13位     | 114    |
| 1983 | モリワキ・レーシング            | 八代俊二       | 33   | モリワキ-カワサキ・Z1000J | -        | -        | -      |
| 1984 | チームMr.hiro                   | 杉本五十洋     | 40   | カワサキ・GPZ750          | 36位     | 21位     | 172    |
| 1985 | デイトナ チームMr.hiro          | 藤本進         | 94   | カワサキ・GPZ750R         | -        | -        | -      |
| 1988 | セントラルパーク・チームMr.hiro | 杉本五十洋     | 81   | ホンダ・VFR750 / RC30     | 60位     | 32位     | 179    |

- 1982年は台風のため6時間に短縮された。
- 1983年、1985年はエントリーしていたが、事前テスト走行中に負傷したため欠場。